# Chaumont-devant-Damvillers
 Chaumont-devant-Damvillers  es una población y comuna francesa, en la región de Lorena, departamento de Mosa, en el distrito de Verdún y cantón de Damvillers.
Es conocido como el lugar donde murió el último soldado de la Primera Guerra Mundial, el estadounidense Henry Gunther, cargando una posición alemana sesenta segundos antes de que entrara en vigor el Armisticio.

## Demografía
| 76 | 68 | 45 | 30 | 38 | 35 |
| Para los censos de 1962 a 1999 la población legal corresponde a la población sin duplicidades (Fuente: INSEE [Consultar]) |    |    |    |    |    |